# Enzimas en la producción de pan y pasta
En la industria alimentaria se utilizan una gran cantidad de enzimas con el fin de proporcionar u obtener características únicas que diferencien cada producto. En los procesos de producción del pan y de la pasta intervienen numerosas, algunas de las cuales con finalidades comunes o similares.

### Enzimas en la producción del pan
El pan es un alimento básico que se elabora principalmente con harina de cereal, levadura, sal y agua. También se pueden añadir enzimas, las cuales tienen un papel clave en la elaboración del pan, ya que proporcionan múltiples ventajas: regulan la absorción del agua, aseguran la obtención de una masa fina y extensible preparada para ser tratada, y tienen una gran relevancia en la fermentación, etapa que representa una de las principales dianas para las enzimas en el proceso de elaboración del pan.

#### Amilasa

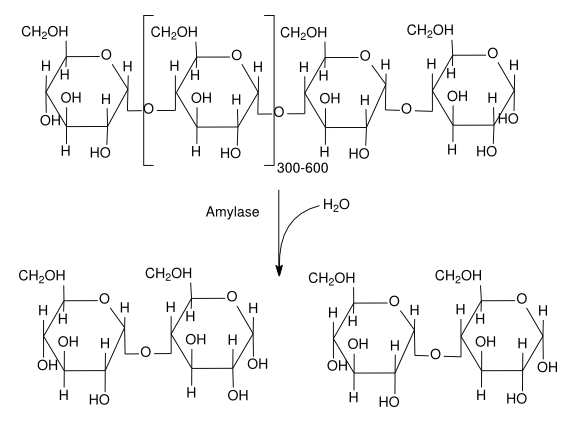
Reacción de la amilasa: conversión de amilosa en maltosa

Es la enzima más usada en el pan, y tiene tres subtipos: α-amilasa, β-amilasa y γ-amilasa, siendo las dos primeras las más comunes. Su función consiste en transformar la amilosa y la amilopectina (glúcidos complejos) de la harina en compuestos simples. La levadura se alimenta de estos azúcares simples en forma de dextrinas y los convierte en productos de deshecho como alcohol y dióxido de carbono (CO2), cosa que hace que la masa del futuro pan se infle, proporciona un buen sabor y da un color adecuado a la corteza. La harina contiene amilasas, pero no contiene el subtipo α-amilasa, por lo que esta es suplementada de origen fúngico o en forma de malta. La α-amilasa de origen fúngico, que es la más usada, actúa sobre el contenido de almidón dañado, la cantidad del cual puede variar según el tipo de trigo y del procedimiento de molido. 
Dosis demasiado elevadas de amilasas pueden causar un efecto negativo, ya que habrá una hidrólisis excesiva del almidón, y en consecuencia la masa será demasiado plástica y adoptará el parecido a un chicle.

#### Hemicelulasa

##### Pentosanasa
Estas enzimas actúan sobre los pentosanos, un tipo de polisacárido diferente del almidón en cuanto que está formado por pentosas, monosacáridos de 5 carbonos. Los pentosanos se encuentran en un 3-4 % del peso total en la harina de trigo, parcialmente soluble y parcialmente insoluble.
La reacción de hidrólisis de los pentosanos aumenta la absorción del agua en la masa, hecho que permite adquirir nuevas características de interés:
- Frenar el envejecimiento del pan, por retraso en la degradación del almidón.
- La absorción de agua por parte del almidón, puesto que es absorbida gradualmente a lo largo del tiempo. Esto permite mantener el pan tierno durante más tiempo.
- La presencia de pentosanasas acelera la formación del muelle y permite adquirir la firmeza deseable en su estructura en un tiempo de precocción menor.

##### Xilanasa
La xilanasa es una enzima con acción muy específica que degrada el polisacárido beta-1,4-xilano a xilosa. Su uso favorece la coagulación de la matriz de gluten, cosa que confiere una mayor elasticidad de la masa, permitiendo aumentar el volumen sin producir la ruptura de la masa ni que se quiebre. Además, su gran capacidad por absorber agua y, por ende, retenerla, reduce la cantidad de agua necesaria y alarga la frescura del pan.
Tal y como pasa con la amilasa, una sobredosis de xilanasa también causa una masa extremadamente enganchosa. La dosis correcta depende del tipo de harina.

#### Lipasa
Las lipasas son enzimas que se encuentran en el organismo para descomponer las grasas de los alimentos y así poder absorberlos correctamente.
Su función principal es la de catalizar la hidrólisis de triacilglicerol a glicerol y ácidos grasos.
Su uso en panificación es como sustituto de los emulsionantes, puesto que contribuyen principalmente a incrementar la fuerza y la estabilidad de la masa.
La más usada es la fosfolipasa para la mejora del volumen. Se trata de un complejo enzimático capaz de hidrolizar, por un lado, los triglicéridos neutros en monoglicéridos y, por otro lado, los galactolípidos y fosfolípidos en galactomonoglicéridos y lisofosfolípidos. 
Puede sustituir el 50-100% de los emulsionantes con un rendimiento igual o superior, ya que su acción consiste en producir de los lípidos que obtiene de la harina, algunos compuestos con la misma estructura y función que los emulsionantes como DATEM y SSL. 
Sus ventajas en la fabricación de pan son: 
- Mejora de las características de la masa, manejo de la masa y estabilidad de prueba.

- Los rendimientos del horneado y las características del pan son iguales o mejores con un coste inferior en comparación a los emulsionantes químicos.

- Etiquetado limpio, cuando se sustituyen el 100% de los emulsionantes químicos no es necesario declarar los números E de aditivo.

#### Oxidasa
Las óxido-reductasas, o también llamadas oxidasas, son aquellas enzimas que catalizan el intercambio de electrones y equivalentes rédox entre moléculas donadoras y aceptoras. 
En panificación se utilizan para reforzar la estructura del gluten, mejorando la textura, volumen, frescor y haciendo más fácil el manejo de la masa. Un ejemplo de oxidasa sería la glucosa-oxidasa microgranulada, que se obtiene de una cepa seleccionada de Aspergillus niger.
Esta enzima cataliza la oxidación de la glucosa, produciendo ácido glucónico y peróxido de hidrógeno. Es rápidamente activa en la fase de mezcla cuando hay abundante oxígeno disponible. La glucosa presente en la harina se transforma en ácido glucónico y peróxido de hidrógeno que oxida grupos SH para formar puentes S-S entre las proteínas. Esto refuerza la estructura del gluten. 
El resultado es una masa más resistente y elástica con una buena estabilidad a los impactos mecánicos, mejor impulsión en el horno y mayor volumen del pan.
Las ventajas de usar este tipo de oxidasa para la fabricación de pan son: 
- El ácido ascórbico o los oxidantes químicos pueden reducirse o sustituirse.

- Mejora de la resistencia de la masa.

- Hace que la corteza quede más crujiente y mejora la forma del pan.

### Efecto sinérgico de las enzimas
Estas enzimas tienen un efecto sinérgico, ya que si en lugar de adicionar una u otra las adicionas juntas como un complejo se obtiene mejor rendimiento y resultados. La combinación de enzimas mejora las propiedades de la masa y permite reducir las dosis a aplicar.
Por ejemplo, la aplicación de una dosis alta de xilanasa permitiría conseguir un cierto aumento de volumen de la masa. Este aumento, sin embargo, se vería condicionado por una pegajosidad excesiva de la masa que impediría manejarla adecuadamente. Para solucionarlo, la aplicación de alfa amilasa fúngica nos ayudaría a mejorar aún más el volumen con un aumento superior y resolveríamos el problema del pegajosidad, ya que nos permite reducir la cantidad de xilanasa a aplicar.
Junto con estos datos, la aplicación de lipasa tendría un efecto positivo en la estructura de la miga. Aunque no afectaría tan significativamente al volumen, la aplicación de lipasa con xilanasa y amilasa fúngica daría resultados más deseados en cuanto a aumento de volumen y estructuración de la miga.
La experimentación científica actual se centra por un lado en conseguir nuevas enzimas que tengan rendimientos mayores que los actuales, y por otro lado en encontrar una formulación que sea más adecuada para cada tipo de pan, maximizando rendimiento y productividad.

### Inactivación por temperatura
El horneado se realiza a una temperatura de aproximadamente 235 °C y tiene una duración de entre 45 y 60 minutos. Mientras la cocción avanza y la temperatura aumenta, se producen diferentes fenómenos, entre los cuales se produce una inactivación enzimática:
- A 45 °C los gránulos de almidón no dañados empiezan a gelatinizar y son atacados por alfa-amilasas, liberando azúcares fermentables.
- Entre 50 y 60 °C la levadura muere.
- A 65 °C la beta-amilasa es inactivada térmicamente.
- A 75 °C la amilasa fúngica es inactivada.
- A 87 °C el alfa-amilasa del cereal es inactivada.
- Finalmente, el gluten se desnaturaliza y coagula, estabilizando la forma y la medida del pan.

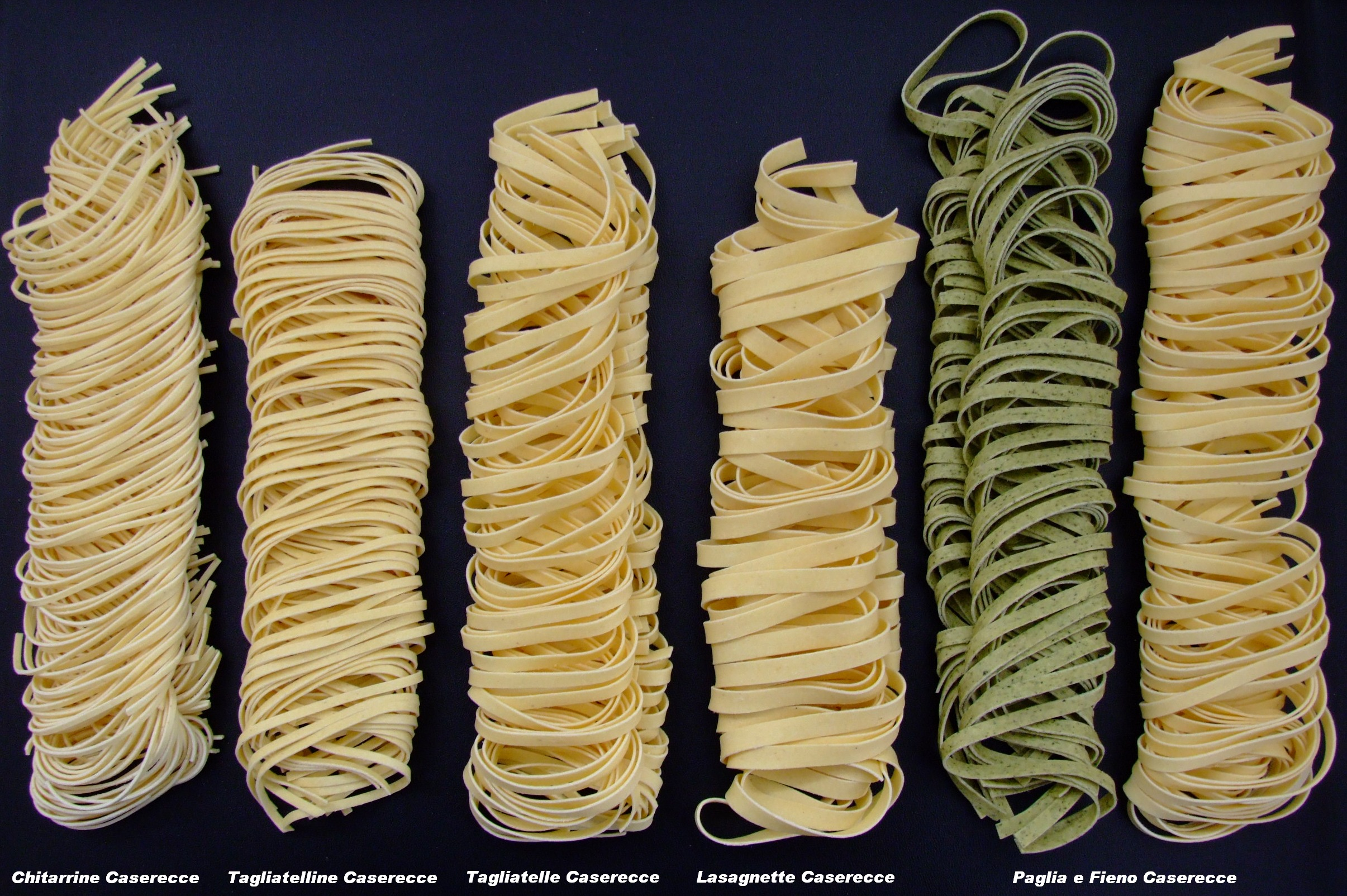
Diferentes tipos de pasta

### Enzimas en la producción de la pasta
Algunas características deseables en este tipo de productos alimenticios pueden ser conseguidas mediante la aplicación de enzimas, como ya hemos visto en el caso del pan. En la pasta, la enzima que más relevancia tiene para la cantidad de características tangibles para el consumidor que modula es la lipasa.

#### Lipasa fúngica
Se aplica para mejorar la calidad del producto tanto en pasta convencional como en fideos. Los efectos son visibles para el consumidor ya que la actividad de la lipasa afecta al color, la estabilidad del color, la textura al morder, la pegajosidad y la tolerancia a la cocción.
- Aspecto homogéneo: El uso de lipasa disminuye significativamente la aparición de pequeños puntos negros, cuya cantidad depende del refinamiento de la harina. También se nota la reducción en la aparición de estos puntos a lo largo del tiempo.

- Color y brillo: Durante el almacenamiento de la pasta cruda, se produce un leve oscurecimiento progresivo del producto. Se ha comprobado y demostrado que la adición de lipasa reduce este ratio de oscurecimiento gradual durante el almacenamiento. El brillo también es un parámetro importante sobre todo en los fideos, y se ha observado mejoras en el brillo tanto para los fideos con superficie lisa como con los de superficie rugosa.

- Textura: La firmeza tanto de la pasta como los fideos una vez cocinados es una de las características más importantes a la hora de satisfacer al consumidor. En los fideos tratados con lipasa, los gránulos de almidón tienen menor tamaño y el grosor de la capa exterior se reduce en comparación con la referencia.

- Cocción: Se ha podido comprobar que el uso de lipasa fúngica nos ayuda a mantener las cualidades de la pasta deseadas para el consumo aunque se haga una sobrecocción durante más tiempo del adecuado.